# E3 Harelbeke 2011
La 54ª edición de la E3 Prijs Vlaanderen-Harelbeke se disputó el 26 de marzo de 2011, sobre un trazado de 203,5 km, con inicio y final en Harelbeke. El recorrido incluyó 13 cotas.
Formó parte del UCI Europe Tour 2010-2011, siendo la última vez que se incluyó en dicho calendario para pasar a formar parte de la máxima categoría mundial al año siguiente.

## Equipos participantes
Participaron 24 equipos: 11 de categoría UCI ProTour, más 12 de categoría Profesional Continental (CCC Polsat Polkowice, Cofidis, le Crédit en Ligne, Europcar, FDJ, Landbouwkrediet, NetApp, Saur-Sojasun, Skil-Shimano, SpiderTech-C10, Topsport Vlaanderen-Mercator, Type 1-Sanofi Aventis y Veranda’s Willems-Accent) y un equipo Continental (An Post-Sean Kelly), mediante invitación de la organización. Formaron así un pelotón de 200 ciclistas, de 8 corredores cada equipo, de los que acabaron 105.
| ProTeams (11)- Ag2r La Mondiale - Astana - Garmin-Cervélo - Katusha - Lampre-ISD - Leopard-Trek - Omega Pharma-Lotto - Quick Step Cycling Team - Rabobank - Saxo Bank-Sungard - Vacansoleil-DCM Equipos continentales profesionales (12)- CCC Polsat Polkowice - Cofidis, le Crédit en Ligne - Team Europcar - FDJ - Landbouwkrediet - NetApp - Saur-Sojasun - Skil-Shimano - SpiderTech-C10 - Topsport Vlaanderen-Mercator - Team Type 1-Sanofi Aventis - Veranda’s Willems-Accent Equipo continental- An Post-Sean Kelly |
| |

## Clasificación final
- Las clasificaciones finalizaron de la siguiente forma:[2]

| \| Clasificación general \| Clasificación general \| Clasificación general \| Clasificación general \| Clasificación general \| \| Ciclista \| Ciclista \| Equipo \| Tiempo \| \| \| --------------------- \| --------------------- \| ---------------------------- \| --------------------- \| --------------------- \| \| 1.º \| Fabian Cancellara \| Leopard-Trek \| 4 h 34 min 49 s \| \| \| 2.º \| Jürgen Roelandts \| Omega Pharma-Lotto \| + 1 min 00 s \| \| \| 3.º \| Vladímir Gúsev \| Katusha \| + 1 min 00 s \| \| \| 4.º \| Sep Vanmarcke \| Garmin-Cervélo \| + 1 min 00 s \| \| \| 5.º \| Bram Tankink \| Rabobank \| + 1 min 00 s \| \| \| 6.º \| William Bonnet \| FDJ \| + 1 min 01 s \| \| \| 7.º \| Heinrich Haussler \| Garmin-Cervélo \| + 1 min 06 s \| \| \| 8.º \| Sébastien Hinault \| AG2R La Mondiale \| + 1 min 06 s \| \| \| 9.º \| Stuart O'Grady \| Leopard-Trek \| + 1 min 06 s \| \| \| 10.º \| Serguéi Ivanov \| Katusha \| + 1 min 06 s \| \| \| 11.º \| Vincent Jérôme \| Team Europcar \| + 1 min 06 s \| \| \| 12.º \| Gustav Larsson \| Saxo Bank-Sungard \| + 1 min 06 s \| \| \| 13.º \| Svein Tuft \| SpiderTech-C10 \| + 1 min 06 s \| \| \| 14.º \| Niki Terpstra \| Quick Step \| + 1 min 06 s \| \| \| 15.º \| Steve Chainel \| FDJ \| + 2 min 26 s \| \| \| 16.º \| Tomas Vaitkus \| Astana \| + 4 min 24 s \| \| \| 17.º \| Nico Sijmens \| Cofidis, le Crédit en Ligne \| + 4 min 24 s \| \| \| 18.º \| Dennis van Winden \| Rabobank \| + 4 min 24 s \| \| \| 19.º \| Klaas Lodewyck \| Omega Pharma-Lotto \| + 4 min 24 s \| \| \| 20.º \| Jérôme Baugnies \| Topsport Vlaanderen-Mercator \| + 4 min 24 s \| \| |                   |                              |                 |
| |                   |                              |                 |
| |                   |                              |                 |
| Clasificación general |                   |                              |                 |
| Ciclista | Ciclista          | Equipo                       | Tiempo          |
| 1.º | Fabian Cancellara | Leopard-Trek                 | 4 h 34 min 49 s |
| 2.º | Jürgen Roelandts  | Omega Pharma-Lotto           | + 1 min 00 s    |
| 3.º | Vladímir Gúsev    | Katusha                      | + 1 min 00 s    |
| 4.º | Sep Vanmarcke     | Garmin-Cervélo               | + 1 min 00 s    |
| 5.º | Bram Tankink      | Rabobank                     | + 1 min 00 s    |
| 6.º | William Bonnet    | FDJ                          | + 1 min 01 s    |
| 7.º | Heinrich Haussler | Garmin-Cervélo               | + 1 min 06 s    |
| 8.º | Sébastien Hinault | AG2R La Mondiale             | + 1 min 06 s    |
| 9.º | Stuart O'Grady    | Leopard-Trek                 | + 1 min 06 s    |
| 10.º | Serguéi Ivanov    | Katusha                      | + 1 min 06 s    |
| 11.º | Vincent Jérôme    | Team Europcar                | + 1 min 06 s    |
| 12.º | Gustav Larsson    | Saxo Bank-Sungard            | + 1 min 06 s    |
| 13.º | Svein Tuft        | SpiderTech-C10               | + 1 min 06 s    |
| 14.º | Niki Terpstra     | Quick Step                   | + 1 min 06 s    |
| 15.º | Steve Chainel     | FDJ                          | + 2 min 26 s    |
| 16.º | Tomas Vaitkus     | Astana                       | + 4 min 24 s    |
| 17.º | Nico Sijmens      | Cofidis, le Crédit en Ligne  | + 4 min 24 s    |
| 18.º | Dennis van Winden | Rabobank                     | + 4 min 24 s    |
| 19.º | Klaas Lodewyck    | Omega Pharma-Lotto           | + 4 min 24 s    |
| 20.º | Jérôme Baugnies   | Topsport Vlaanderen-Mercator | + 4 min 24 s    |